# Шёпф, Регина
Регина Шёпф, в замужестве Бахер (нем. Regina Schöpf-Bacher; 16 сентября 1935, Инсбрук — 30 октября 2008) — австрийская горнолыжница, специалистка по слалому и гигантскому слалому. Представляла сборную Австрии по горнолыжному спорту в середине 1950-х годов, серебряная призёрка зимних Олимпийских игр в Кортина-д’Ампеццо, обладательница серебряной медали чемпионата мира, чемпионка австрийского национального первенства.

## Биография
Регина Шёпф родилась 16 сентября 1935 года в Инсбруке, Тироль. Серьёзно заниматься горнолыжным спортом начала после окончания Второй мировой войны, проходила подготовку в коммуне Зефельд-ин-Тироль в местном одноимённом лыжном клубе SC Seefeld. Уже в юном возрасте показывала хорошие результаты, особенно была успешна в техничных дисциплинах, таких как слалом и гигантский слалом.
Впервые заявила о себе в 1953 году, выиграв соревнования по гигантскому слалому в Инсбруке и Цугшпитце. Год спустя в той же дисциплине победила на склонах в Кицбюэле и Мерибеле. В возрасте восемнадцати лет вошла в основной состав австрийской национальной сборной и побывала на чемпионате мира в Оре, где стала в слаломе четвёртой с отставанием от призовых позиций в пять сотых секунды.
В 1955 году одержала победу на склоне коммуны Сен-Жерве-ле-Бен, добавила в послужной список ещё несколько титулов и наград, полученных на различных соревнованиях, проводившихся под эгидой Международной федерации лыжного спорта. Стала чемпионкой Австрии по горнолыжному спорту в зачёте слалома.
Благодаря череде удачных выступлений удостоилась права защищать честь страны на зимних Олимпийских играх 1956 года в Кортина-д’Ампеццо. В слаломе по сумме двух попыток заняла второе место и тем самым завоевала серебряную олимпийскую медаль, пропустив вперёд только швейцарку Рене Колльяр. Поскольку здесь также разыгрывалось мировое первенство по горнолыжному спорту, дополнительно стала серебряной призёркой чемпионата мира. В гигантском слаломе попасть в число призёров не смогла, показав на финише девятый результат.
Вскоре по окончании Олимпиады Шёпф приняла решение завершить спортивную карьеру, на тот момент ей было всего лишь 20 лет. Впоследствии вышла замуж и взяла фамилию мужа Бахер.
В 1996 году награждена Рыцарским крестом II степени Почётного знака «За заслуги перед Австрийской Республикой».
Умерла 30 октября 2008 года в возрасте 73 лет.